# Могила Михаила Булгакова
Могила Михаила Булгакова — могила русского писателя и драматурга Михаила Булгакова, урна с прахом которого после кремации была захоронена 12 марта 1940 года на московском Новодевичьем кладбище (участок 2, ряд 21, место 24). Вдова писателя Елена Булгакова долго не оформляла могилу, так как пыталась найти достойное решение. Первоначально она посадила вокруг захоронения четыре груши и ухаживала за газоном. В 1953 году по инициативе вдовы была установлена гранитная глыба с бывшей могилы писателя Николая Гоголя (Гоголь выбрал камень для своего надгробия ещё до смерти в Крыму и назвал его «Голгофою» из-за определённого сходства очертаний камня с горой, на которой распяли Иисусa Христa) — глыба бесхозно валялась в мастерской при кладбище. Такое надгробие имеет глубоко символическое значение, так как Гоголь был любимым писателем Булгакова, а речь о Голгофе идёт в его последнем романе «Мастер и Маргарита». После смерти вдовы Булгакова её тело было кремировано, а прах захоронен в могиле её мужа.

## История

### Смерть и похороны Булгакова
Булгаков умер около 16:40 10 марта 1940 года, на 49-м году жизни, после тяжёлой продолжительной болезни в своей московской квартире. Сразу после смерти его тело по решению врача было подвергнуто заморозке, что было связано с характером болезни: оно могло быстро разложиться. Вечером 11 марта состоялась гражданская панихида в здании Союза Советских писателей. По некоторым сведениям, на прощании во внецерковном порядке настоял сам Булгаков, опасаясь, что у его третьей жены Елены будут неприятности. Писательская организация занималась подготовкой и проведением похорон, для чего был выделен специальный ответственный работник. Перед панихидой московский скульптор Сергей Меркуров снял с лица Булгакова посмертную маску. После прощания в Доме писателей траурная процессия останавливалась возле зданий МХАТа и Большого театра, где умерший ранее работал. После этого тело кремировали. Драматург Сергей Ермолинский утверждал, что Булгаков настоял, чтобы его не отпевали в церкви, не потому, что это могло привести к проблемам у семьи, а потому, что он боялся повторить судьбу своего любимого писателя — Гоголя. По этому поводу он несколько раз говорил: «Ты помнишь, что Гоголь перевернулся в гробу?.. Нет-нет — в крематории! Там даже если очнёшься, не успеешь ничего почувствовать — пых, и всё!». Прах был захоронен 12 марта на Новодевичьем кладбище на участке МХАТа, где были похоронены ряд артистов театра. Рядом также находились могилы Гоголя, Антона Чехова, Константина Станиславского. По выражению московского краеведа Бориса Мягкова, Михаил Афанасьевич нашёл последнее пристанище в вишнёвом саду среди «своих учителей и соратников».

### Оформление могилы

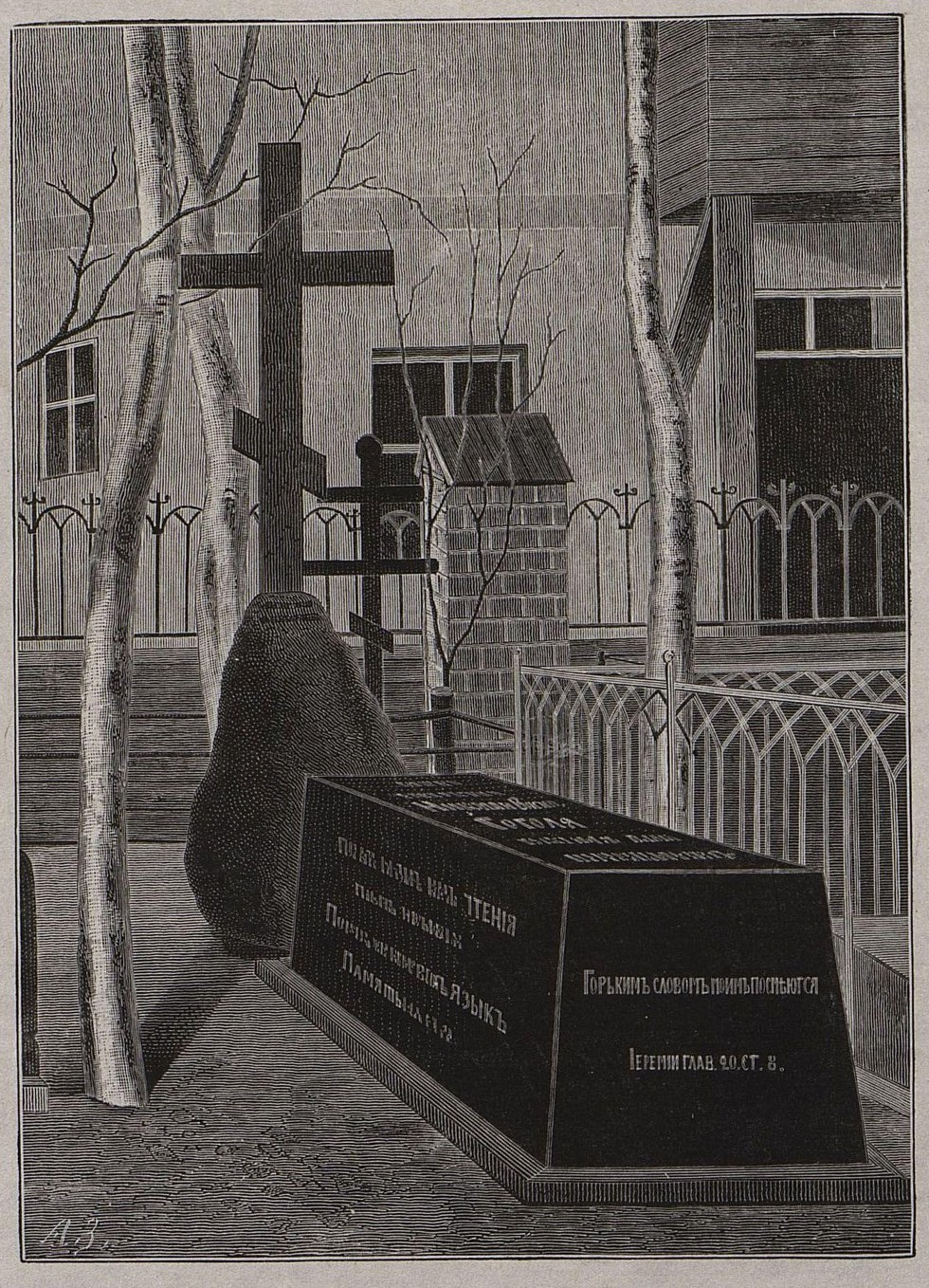
Василий Евдокимов-Розанцев. Рисунок могилы Николая Гоголя в Свято-Даниловском монастыре, 1886

Елена Булгакова посвятила свою жизнь сохранению памяти о муже, изданию и популяризации его произведений, постановке пьес. На могиле писателя её стараниями был установлен камень, прозванный «Голгофой», который ранее стоял на могиле Гоголя. Об обстоятельствах его появления на могиле известно из её писем в январе и феврале 1961 года к брату Булгакова Николаю, проживавшему во Франции, а также из её воспоминаний. Елена Сергеевна длительное время не оформляла место захоронения мужа, так как не могла найти ничего для него «достойного». По периметру участка она посадила четыре грушевых дерева, выросшие «в чудесные высокие деревья, образующие зелёный свод над могилой» (из письма от 16 января 1961 года). Также она высаживала там цветы. Однажды при посещении кладбища она зашла в гранильную мастерскую (в настоящее время её территория отведена под захоронения), где увидела в яме массивный гранитный камень. Директор пояснил, что это часть бывшего надгробия с могилы Гоголя, оказавшаяся невостребованной при перенесении его праха из Данилова монастыря и установки ему нового памятника на Новодевичьем кладбище. Елене Булгаковой пришла мысль украсить им могилу своего мужа, и она сказала, что покупает камень, который мастера почему-то называли «черноморский гранит». Ей возразили, что его будет тяжело переместить. «Делайте что угодно, я за всё заплачу… Нужны будут мостки, делайте мостки от сарая к самой могиле… Нужны десять рабочих — пусть будут десять рабочих…», — передавал её воспоминания писатель Владимир Лакшин.
В мастерской пошли ей навстречу и при помощи экскаватора эту глыбу в 1953 году переместили и установили над прахом Булгакова. Вдова оказалась очень довольна результатом. «С большим трудом, так как этот гранит труден для обработки, как железо, рабочие вырубили площадочку для надписи: Писатель Михаил Афанасьевич Булгаков. 1891—1940 (4 строчки золотыми буквами.) Вы сами понимаете, как это подходит к Мишиной могиле — Голгофа с могилы его любимого писателя Гоголя. Теперь каждую весну я сажаю только газон. Получается изумительный густой ковёр, на нём Голгофа, над ней купол из густых зелёных ветвей. Это поразительно красиво и необычно, как был необычен и весь Миша — человек и художник…», — писала она брату мужа 16 января 1961 года. Рассмотрев предложение Николая выбить более длинную надпись, она ответила, что сделать этого нельзя, так как камень очень твёрдый, тем более сделать это мелким шрифтом. «Эту глыбу — морской гранит — привёз Аксаков специально для могилы Гоголя…». В письме от 24 февраля 1961 года в ответ на вопрос своего французского родственника о том, почему Елена остановила свой выбор на саженцах груши, она ответила, что первоначально хотела посадить вишнёвые деревья, но не смогла их сразу найти, после чего ей предложили груши и она согласилась. Впоследствии, когда деревья выросли, их плоды начали собирать рабочие гранильной мастерской. При этом они стали вытаптывать газон и год назад она даже написала жалобу директору. «Но убрать эти деревья жаль, уж очень красиво всё на могиле, и эти деревья, образующие купол над камнем, и сам камень, и яркий газон». Она также говорила Лакшину, что с такой каменной «защитой» она может быть спокойна и не бояться за судьбу могилы даже в случае начала атомной войны: «…А так никакая бомба Мишу не достанет». В советское время на кладбище устанавливалось мало крестов, на это не решилась и вдова Булгакова. По мнению Яновской, дело не в её малодушии, так как она была бесстрашная женщина, а в том, что это было решение умершего: «Значит, всё сделано так, как он хотел. Может быть, он действительно считал, что не заслужил света, а заслужил покой? Или крест, не водруженный на этом камне, всё-таки виден, поскольку камень — Голгофа».

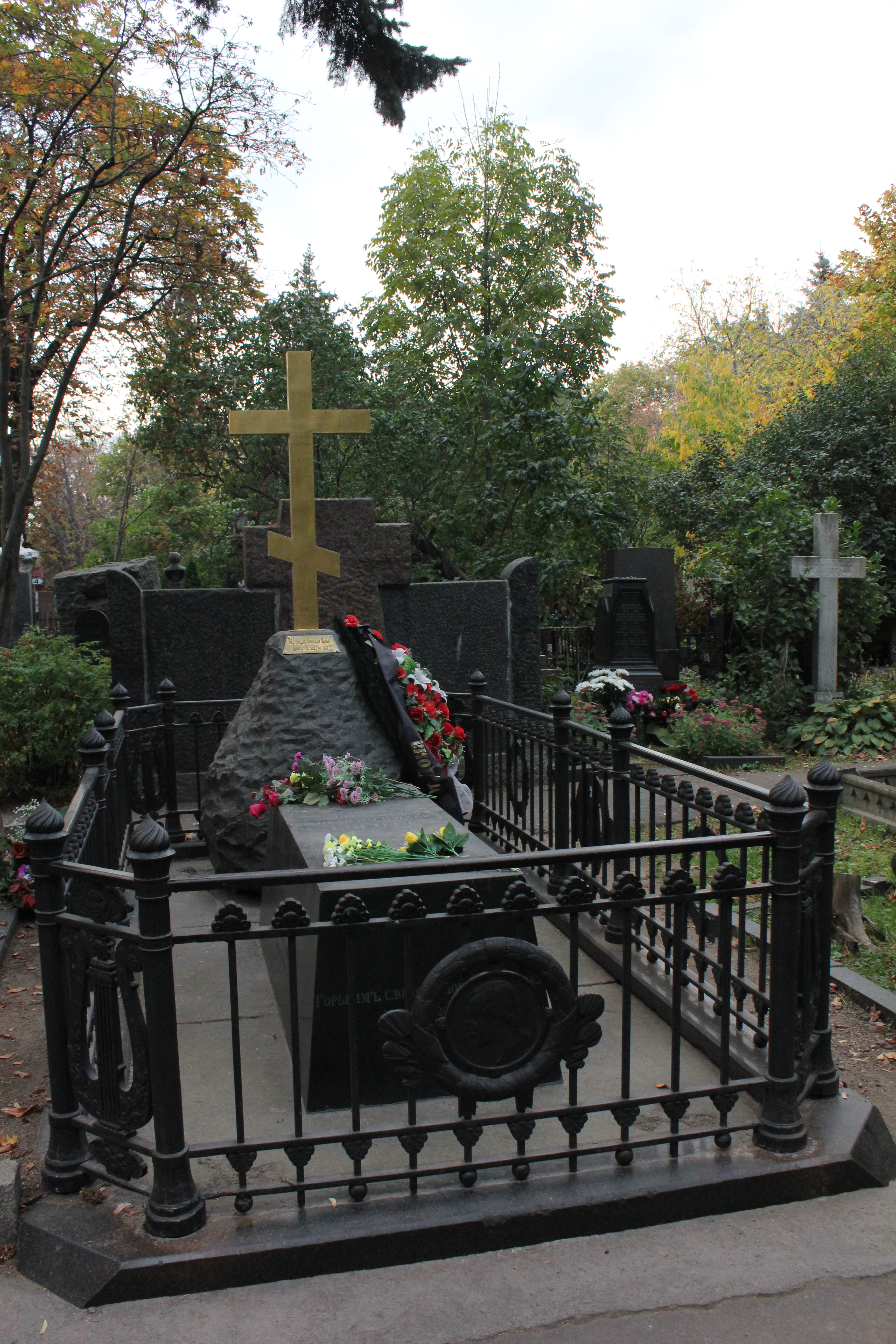
Воссозданная могила Николая Гоголя, Новодевичье кладбище (участок 2, ряд 12, место 22), 2015

Гоголь умер 21 февраля 1852 года в Москве, не дожив месяца до своего 43-летия. Он был похоронен 24 февраля 1852 года на кладбище Данилова монастыря. На могиле был установлен памятник, состоящий из двух частей: чёрной мраморной плиты и бронзового креста, водружённого на чёрный надгробный камень («Голгофа»). На нём была высечена надпись славянскими буквами: «Ей гряди Господи Иисусе! Апокалипс. гл. КВ, ст. К». Изречение было основано на цитате из Откровения Иоанна Богослова: «Свидетельствующий сие говорит: ей, гряду скоро! Аминь. Ей, гряди, Господи Иисусе!» (22:20). В 1930 году советскими властями Данилов монастырь был окончательно закрыт, а некрополь при нём вскоре ликвидирован. 31 мая 1931 года могилу Гоголя вскрыли, и его останки перенесли на Новодевичье кладбище, где ему в начале 1950-х годов поставили новый памятник. Туда же была перенесена и «Голгофа», где её обнаружила Елена Сергеевна. Надгробный камень без креста выглядел неэстетично, на новом месте он был перевёрнут, чтобы убрать следы соскобленной цитаты из Евангелия и погружен в землю. Известно, что Булгаков восхищался Гоголем, который оказал на него значительное влияние. Лакшин в связи с этим отмечал, что, кроме того, писателей связала и посмертная судьба: «Думая о Гоголе, Булгаков как-то воскликнул, обращаясь к нему, как к учителю, в одном из своих писем: „…Укрой меня своей чугунной шинелью…“». Кипнис по этому поводу заметил, что метафора о чугунной шинели «обрела реальность — материализовалась в камне. Прах Булгакова укрыла голгофа Гоголя!». Филологи Георгий Лесскис и Ксения Атарова находили мистическую связь не только между историей захоронений Гоголя и Булгакова, но и с романом «Мастер и Маргарита», где произошло чудесное совмещение с «темой Мастера — темой Голгофы, присутствующей и в романе, и в жизни самого Булгакова…». В 2008 году в ходе археологических раскопок в Даниловом монастыре было обнаружено местонахождение первой могилы Николая Васильевича; на этом месте был поставлен гранитный памятник, увенчанный крестом (участок 3, место 392). В 2009 году могила Гоголя на Новодевичьем кладбище была воссоздана в виде, приближенном к первоначальному: с плитой, камнем-голгофой и крестом. В прессе высказывались сомнения, что на могиле Булгакова оказался именно гоголевский камень.

### Последующие события
Литературовед Лидия Яновская вспоминала, что для вдовы писателя уход за могилой был «постоянной» не тягостью, а, скорее, «любовной заботой». На кладбище она нарядно одевалась, словно шла в гости, а возвращалась «спокойная, просветлённая», как «после свидания с любимым». После смерти Елены Сергеевны, последовавшей в июле 1970 года, после православного отпевания, она также была кремирована и её прах похоронен рядом с мужем. К мемориальной надписи на могильном камне ниже прежней добавили: «ЕЛЕНА СЕРГЕЕВНА БУЛГАКОВА 1893—1970». С 1960 года могила была включена в Список исторических памятников, подлежащих охране как памятники государственного значения РСФСР. Она является объектом культурного наследия России (паспорт ОКН 7710928034). Со временем могила Булгаковых стала одной из самых популярных на Новодевичьем кладбище, в связи с чем отмечают как негативный факт то, что участок вокруг неё вытаптывается посетителями.